# Madonna del Mare
La Virgen del Mar  (en italiano: Madonna del Mare)  es una pintura religiosa de Sandro Botticelli y Filippino Lippi, que data desde 1480 hasta 1481, aproximadamente, se mantuvo en la Galería de la Academia de Florencia.

## Historia
La obra viene del convento de Santa Felicita en Florencia. Algunos retoques impiden una evaluación adecuada de la pintura, que se atribuyó a ya fuera Sandro Botticelli (Ullmann, 1893) o al joven Filippino Lippi (Ronald Lightbown).

## Tema
La obra contiene un tema en la iconografía cristiana, la de la Virgen María se representa con el Niño que sostiene una granada.

## Descripción
La Virgen, en el centro de la composición aparece sentada en un banco, reflexiva, vestido con un abrigo azul con una estrella bordada en el hombro izquierdo y una camisa roja. En la cabeza lleva el velo transparente típico del arte de Botticelli. María sostiene cariñosamente en su regazo al Niño, que la observa. La Virgen tiene la cara ligeramente girada hacia la derecha, mirando en la distancia, evitando así la mirada del espectador. La escena tiene lugar en una habitación; se abre una ventana sobre un paisaje de la playa con un cielo despejado. La escena tiene lugar en una habitación; se abre una ventana sobre un fondo paisaje de la playa con un cielo despejado.
El trabajo toma su nombre del paisaje marino en el fondo visible a través de la ventana. El Niño sostiene en su mano derecha una granada abierta de donde ha sacado algunas semillas que prueba con su mando izquierda
Los personajes están coronados.
Numerosos estudios e intervenciones de restauración han fallado en responder claramente la cuestión de la atribución.

## Análisis
La granada es un símbolo de la fertilidad y la divinidad de María y las semillas de color rojo presagia la sangre de la Pasión.
La relación con el mar también está relacionado con uno de los apodos de María "Stella Maris"
Las prendas de vestir y la vela Marie son típicos de Botticelli y la fisonomía del Niño con formas redondeadas y una expresión de leve melancolía. 
Las líneas son suaves y elegantes, sensación de calma y pacífica, sin embargo, lejos de la intensidad expresiva de la producción final de la obra.
Sin embargo, los puntos de linearismo de Filippo Lippi, madurado con una plasticidad más enérgico modelado en ejemplos de Andrea del Verrocchio son obvias.